# El Camino: A Breaking Bad Movie
El Camino: A Breaking Bad Movie (o simplemente El Camino) es una película estadounidense de drama y crimen de 2019 que sirve como continuación de la serie de televisión Breaking Bad. El creador de la serie, Vince Gilligan, sirve como escritor y director de la película, con Aaron Paul repitiendo su papel de Jesse Pinkman. La trama sigue lo que le sucede a Pinkman después de los eventos del final de la serie.
Se rumoreaba una película de Breaking Bad desde el final de la serie en 2013. Gilligan se acercó a Paul con la idea en 2017, cerca del décimo aniversario de Breaking Bad, y la filmación comenzó en secreto en Nuevo México en noviembre de 2018, con una duración de casi 60 días. El proyecto no se confirmó hasta agosto de 2019, cuando Netflix lanzó un avance.
La película se lanzó digitalmente en Netflix, y limitada teatralmente, el 11 de octubre de 2019, con una emisión televisiva en una fecha posterior en AMC. Recibió críticas positivas de los críticos, quienes elogiaron el desempeño de Paul y lo notaron como un cierre para los fanáticos de la serie.

## Premisa
Después de los sucesos de Breaking Bad en el episodio final, «Felina», Jesse Pinkman busca la libertad luego de huir de sus captores.

## Trama
En un flashback, Jesse Pinkman y Mike Ehrmantraut discuten la partida de ambos del negocio de metanfetamina de Walter White. Jesse le pregunta a Mike a dónde iría para comenzar de nuevo y Mike dice que si fuera más joven iría a Alaska, una idea que Jesse encuentra atractiva. Jesse expresa su deseo de enmendar sus malas acciones del pasado, pero Mike advierte que comenzar de nuevo hará que eso sea imposible.
En el presente, Jesse huye del complejo del grupo de los neonazis a bordo del Chevrolet El Camino perteneciente a Todd Alquist. Al ver que la policía ha comenzado a buscarlo, va a la casa de sus amigos Skinny Pete y Badger, quienes lo ayudan a esconder el auto y le dan un lugar para dormir. A la mañana siguiente, Jesse llama a Old Joe para deshacerse del auto, pero Joe se niega a llevarlo después de encontrar que el auto estaba protegido por una alarma LoJack. Conscientes de que la policía está al caer debido a la alarma, Pete y Badger le dan a Jesse el dinero que obtuvieron de Walt; Pete se queda en la casa esperando a la policía y asegura que, con la intención de cubrir a Jesse, dirá que cambió su Ford Thunderbird por El Camino. Badger le da a Jesse su Pontiac Fiero para que escape, y luego conduce el Thunderbird de Pete durante varias horas hacia el sur para que parezca que Jesse huyó a México. Jesse se entera por las noticias que Walter murió y que Lydia Rodarte-Quayle está gravemente enferma por haber sido envenenada.
En un flashback de cuando estaba en cautiverio, Jesse es llevado por Todd al apartamento de este último para ayudar a deshacerse del cadáver de su señora de la limpieza, a quien mató después de que descubriera que tenía dinero escondido. Logran evadir a Lou, el vecino de Todd, y entierran el cadáver en el desierto.
En el presente, Jesse entra al departamento de Todd y busca el efectivo. Después de ver un informe de noticias con sus padres rogándole que se rindiera, recuesta su cuerpo en el refrigerador de Todd con frustración y escucha algo dentro, al abrir el refrigerador encuentra el efectivo detrás de la puerta del mismo. Dos hombres llamados Neil y Casey se identifican como policías ante Lou e ingresan al departamento de Todd. Jesse se esconde, pero cuando Casey lo encuentra, Jesse le roba el arma y le apunta. Neil desarma a Jesse, quien luego se da cuenta de que no son policías, sino matones que también buscan el dinero de Todd. Para salvarse, Jesse revela que encontró el efectivo, y Casey distrae a Lou mientras Jesse y Neil negocian para dividirlo. Cuando se van, Jesse reconoce a Neil como el soldador que construyó la atadura en su celda cuando estaba obligado a cocinar metanfetamina para los neonazis.
Jesse encuentra a Ed Galbraith (apodado "El desaparecedor" por Saul Goodman) para que le dé una nueva identidad. Ed le dice que una nueva identidad le saldrá U$S 125.000 pero que también quiere otros U$S 125.000 por la vez anterior cuando Jesse arregló sus servicios pero lo dejó plantado. Aunque le faltan U$S 1.800 para completar los U$S 250.000, Jesse le suplica que lo ayude pero, sin el pago completo, Ed se niega.
Sabiendo que sus padres están siendo vigilados, Jesse los llama y finge estar dispuesto a rendirse, alejándolos a ellos y a los policías de la casa Pinkman. Jesse entra sin ser visto y toma dos pistolas de la caja fuerte de su padre, una Colt Woodsman y una Iver Johnson Hammerless.
Jesse conduce a la tienda de Neil, donde Neil, Casey y tres amigos celebran con estríperes y cocaína. Jesse les pide U$S 1.800 pero Neil se niega. Al ver la pistola Woodsman en la cintura de Jesse, Neil desafía a Jesse a un duelo donde el ganador se lleva la parte que le tocó a Neil del dinero de Todd. Jesse acepta y Neil alcanza su pistola, pero Jesse le dispara y lo mata con la Hammerless que tenía oculta en el bolsillo de su abrigo. Casey le dispara a Jesse, pero Jesse lo mata. Jesse recoge las licencias de conducir de los tres hombres restantes y deja que se vayan después de amenazarlos con supuestamente regresar y matarlos si hablan con la policía. Recupera el efectivo de Neil y se va después de hacer explotar el lugar para cubrir sus huellas.
En un flashback, Walt y Jesse desayunan en un restaurante después de haber cocinado metanfetamina durante cuatro días. Estimando que ganarán más de U$S 1 millón, Walt lamenta haber esperado toda su vida para hacer algo "especial" y le dice a Jesse que él es "afortunado", ya que es joven y tiene toda una vida por delante.
Ed le proporciona a Jesse una nueva identidad y lo pasa de contrabando a Haines, Alaska. Ed le pregunta a Jesse si hay alguien de quien quiere despedirse, Jesse le entrega una carta para Brock Cantillo y le dice que no hay nadie más de quien quiera despedirse. Cuando Jesse se marcha, tiene un recuerdo de su tiempo con Jane Margolis. Él le dice que admira lo que ella dijo sobre ir a donde sea que el universo la lleve, pero ella descarta eso por ser "metafórico" y lo alienta a tomar sus propias decisiones. Jesse sigue conduciendo, sonriendo ante la perspectiva de una nueva vida, esta escena final hace referencia al título de la película, durante Breaking Bad, el camino de Jesse siempre fue guiado por otro personaje, finalmente, es esta vez Jesse el que maneja el auto a un nuevo rumbo, a su propio camino.

## Elenco y personajes
- Aaron Paul como Jesse Pinkman, un excocinero de metanfetamina que una vez se asoció con el químico Walter White.[6]
- Jesse Plemons como Todd Alquist, uno de los captores de Jesse.
- Robert Forster como Ed Galbraith, un hombre que se especializa en reubicar a personas que huyen de la ley, dándoles nuevas identidades por una tarifa considerable.
- Krysten Ritter como Jane Margolis, la novia fallecida de Jesse.
- Charles Baker como Skinny Pete, amigo de Jesse.[4]
- Matt L. Jones como Brandon «Badger» Mayhew, amigo de Jesse.[7]
- Scott Shepherd como Casey, el compañero de Neil.
- Scott MacArthur como Neil, un soldador involucrado en el cautiverio de Jesse.
- Tom Bower como Louis "Lou" Schanzer, el vecino de Todd al otro lado del pasillo.
- Kevin Rankin como Kenny, uno de los captores de Jesse.
- Larry Hankin como el Viejo Joe, el dueño de un depósito de chatarra local que previamente ayudó a Jesse y Walter a salir de varios problemas.[8]
- Tess Harper como Diane Pinkman, la madre de Jesse.
- Michael Bofshever como Adam Pinkman, el padre de Jesse.
- Marla Gibbs como Jean, una mujer que compra una aspiradora.
- Brendan Sexton III como Kyle.
- Johnny Ortiz como Busboy.
- Jonathan Banks como Mike Ehrmantraut, experto en limpieza de crímenes y sicario despiadado, y exsocio comercial de Jesse y Walter White.[9]
- Bryan Cranston como Walter White, el legendario narcotraficante de metanfetamina y el excompañero de Jesse.

Además, Todd Terry repite su papel como AEC Ramey de Breaking Bad. David Mattey y Julie Pearl repiten sus papeles como Clarence «Hombre montaña» y Suzanne Ericsen de Better Call Saul.

## Producción

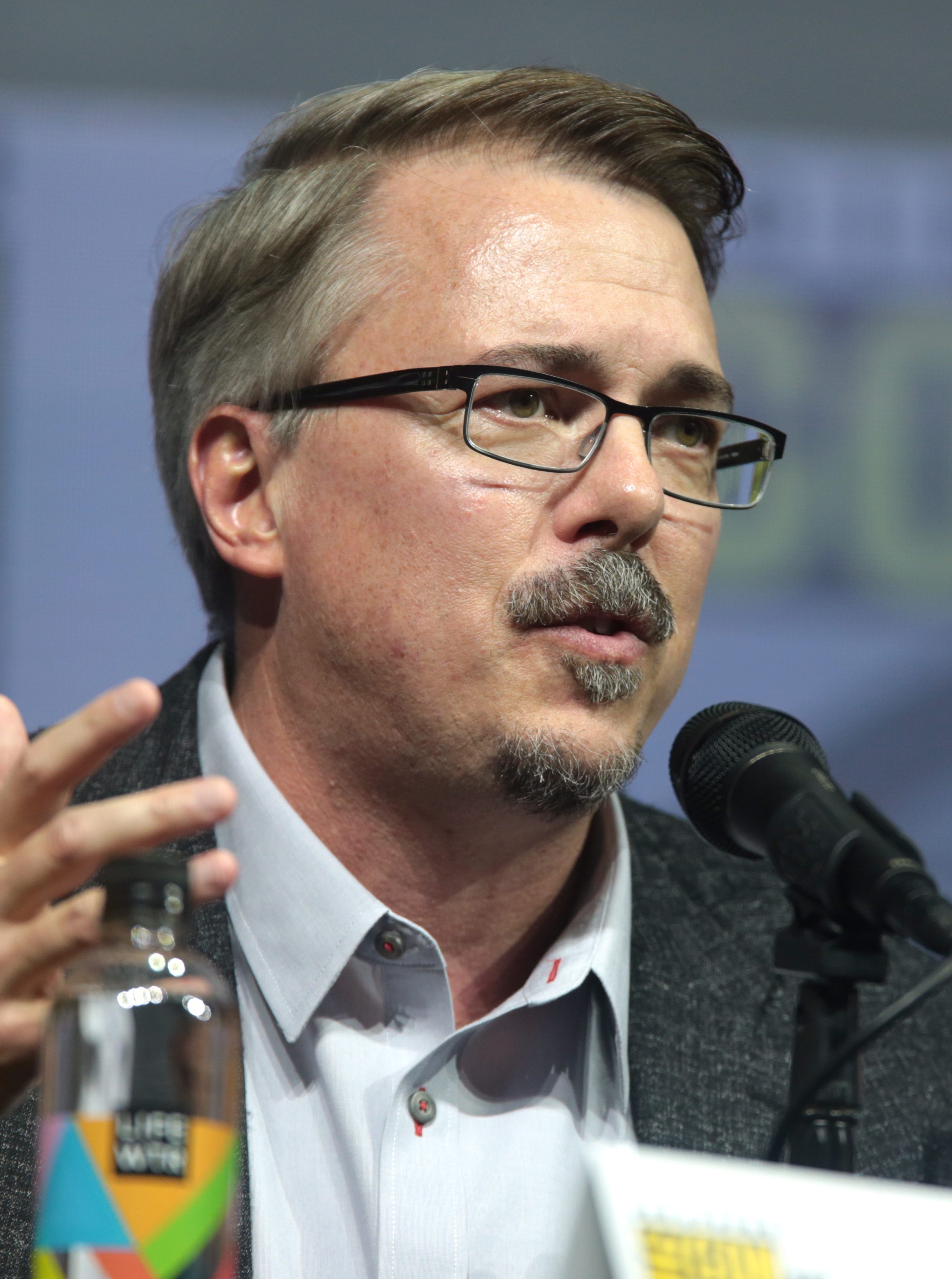
Vince Gilligan escribió y dirigió la película.

Vince Gilligan tuvo la idea de El Camino durante las etapas finales del rodaje de la última temporada de Breaking Bad, preguntándose qué pasaría con el personaje de Jesse Pinkman después de los eventos del episodio final de Breaking Bad, «Felina», donde Jesse escapa de la sede de los neonazis después de ser rescatado por Walter White. No le había contado esta idea a otros hasta cerca del décimo aniversario de Breaking Bad, donde comenzó a compartir la idea con exmiembros del elenco y del equipo como un medio para celebrar el hito. Aaron Paul, quien interpretó a Jesse, afirmó que Gilligan lo había contactado alrededor de 2017 mientras protagonizaba The Path para hablar sobre los planes para celebrar el décimo aniversario de Breaking Bad e insinuó algo importante, y prometió estar ansioso por involucrarse con cualquier idea que Gilligan tuviera para continuar con el personaje de Jesse.
A diferencia de la mayoría de su trabajo de The X-Files y Breaking Bad, donde trabajó con uno o más coguionistas, Gilligan optó por escribir el guion solo hasta que estuvo listo para presentarlo. Después de afirmar que Sony Pictures Television, que ayudó a producir Breaking Bad, estaba a bordo, la selectividad de Gilligan compró la película a algunos distribuidores potenciales, estableciéndose en Netflix y AMC debido a su historia con el programa. Gilligan tenía la intención de que la película tuviera un lanzamiento teatral, un objetivo que había buscado durante el rodaje de Breaking Bad, que Netflix había podido hacer con algunos de los estrenos de temporadas del programa en un compromiso teatral limitado. Además, Gilligan declaró que más de diez personajes del programa aparecerían en la película.
La película se mantuvo en secreto desde las etapas de preproducción, con el elenco y el equipo bajo estrictas restricciones sobre lo que podían decir sobre su proyecto. Gilligan creía que, como El Camino es una continuación de la serie, realmente sólo sería atractivo para los fanáticos de Breaking Bad, y no sería tan agradable para aquellos que no lo habían visto. Fue solo hasta cerca del comienzo de la filmación en noviembre de 2018 que se desarrollaron rumores de la continuación de Breaking Bad como película, con Paul regresando como Jesse. En una entrevista en noviembre de 2018, Bryan Cranston, quien interpretó a Walter White, confirmó que una película estaba en proceso pero dijo que no había visto un guion, aunque estaba interesado en aparecer si Gilligan lo solicitaba.

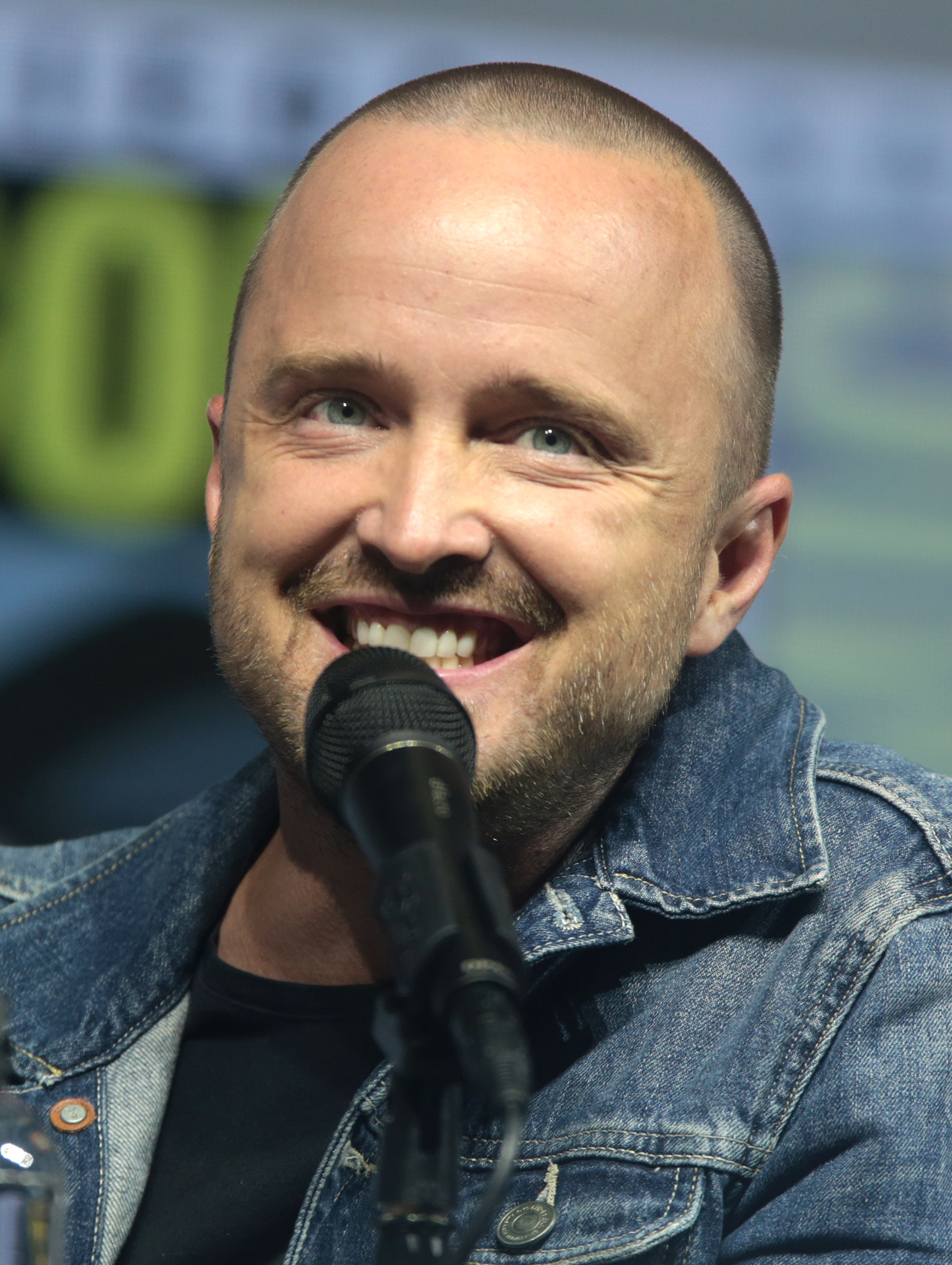
La película se centra en Jesse Pinkman, interpretado por Aaron Paul.

Aunque Gilligan ha estado involucrado con películas teatrales antes, El Camino es la primera película que produjo. Se indicó que el presupuesto no especificado era superior a los USD $6 millones que costó producir «Felina». La película se filmó en una relación de aspecto de pantalla ancha de 2.39 usando la cámara Arri Alexa 65 para capturar el trabajo de una manera cinematográfica. La mayor parte de la filmación tuvo lugar en Albuquerque alrededor de noviembre de 2018 bajo el título provisional de Greenbrier. En comparación con el ritmo que habían usado durante Breaking Bad, donde filmaban de seis a ocho páginas de guion al día, el ritmo de El Camino fue más relajado, con solo de una y media a tres páginas al día, con el rodaje general durando cincuenta días. El presupuesto más amplio y el horario relajado le permitieron a Gilligan capturar escenas fuera de Albuquerque, algo que quería hacer pero que no pudo durante Breaking Bad. Cranston aparece en la película; según Paul, Cranston se tomó dos días libres de su actuación en el espectáculo de Broadway Network para volar a Albuquerque para filmar la breve escena cameo en un restaurante, en la que solo estaban miembros del equipo y sus familias para mantener la confidencialidad de la toma. A Paul y Cranston también se les ordenó evitar ser vistos fuera del set.
Para cuando los medios locales hicieron una conexión entre Greenbrier y Breaking Bad, la filmación se había completado en su mayoría, según Paul. Bob Odenkirk, quien interpreta a Saul Goodman en Breaking Bad y su serie derivada Better Call Saul, declaró en agosto de 2019: «He escuchado muchas cosas diferentes al respecto, pero estoy entusiasmado con la película de Breaking Bad. No puedo esperar para verla». Con respecto al secreto de la película, dijo: «No sé lo que la gente sabe y no sabe. Me resulta difícil creer que no sabes que fue rodada. Lo hicieron. ¿Sabes a qué me refiero? ¿Cómo es eso un secreto? Pero lo es. Han hecho un trabajo increíble al mantenerlo en secreto».
El anuncio formal de una película de Breaking Bad que se lanzaría por Netflix y AMC se realizó en febrero de 2019. Netflix reveló la película el 24 de agosto de 2019, con el nombre El Camino: A Breaking Bad Movie, junto con el primer avance de la película. En los días previos a su anuncio formal, Netflix incluyó temporalmente la película en su sitio web, que los usuarios notaron antes de que fuera retirada. El título se refiere al Chevrolet El Camino que Jesse conduce en «Felina».

## Mercadotecnia
El tráiler de anuncio de la película fue lanzado por Netflix el 24 de agosto de 2019. Un avance se estrenó durante los Premios Primetime Emmy de 2019 el 22 de septiembre de 2019, mientras que el tráiler completo fue lanzado el 24 de septiembre de 2019.

## Estreno
El Camino: A Breaking Bad Movie tuvo su estreno mundial el 7 de octubre de 2019 en el Regency Village Theater de Los Ángeles. La película se lanzó el 11 de octubre de 2019 en Netflix, planeando emisiones posteriores en AMC. Además, la película tuvo un estreno en cines limitado del 11 al 13 de octubre en varias ciudades de Estados Unidos.

## Recepción
El Camino recibió reseñas generalmente positivas de parte de la crítica y de la audiencia. En el sitio web especializado Rotten Tomatoes, la película posee una aprobación de 91%, basada en 129 reseñas, con una calificación de 7.3/10 y con un consenso crítico que dice: "Entretenida, si no esencial, El Camino agrega una coda tardía satisfactoria a la historia de Breaking Bad, liderada por la mejor actuación de Aaron Paul." De parte de la audiencia tiene una aprobación de 81%, basada en más de 5000 votos, con una calificación de 4.0/5.
El sitio web Metacritic le dio a la película una puntuación de 72 de 100, basada en 34 reseñas, indicando "reseñas generalmente favorables." En el sitio IMDb los usuarios le asignaron una calificación de 7.3/10, sobre la base de 201 645 votos, mientras que en la página web FilmAffinity la cinta tiene una calificación de 6.2/10, basada en 16 874 votos.